# Црква Светог Спаса у Дубровнику
Црква Светог Спаса је црква у старом градском језгру Дубровника.
Саграђена је око 1520. године као заветна црква. Када је земљотрес 17. маја 1520. године погодио Дубровник, погинуло је око 20 људи, а штета на грађевинама била је велика. Грађани Дубровника мислили су да ће брдо Срђ да падне на град. У знак захвалности што се то није десило, Дубровачки сенат одлучио је да сагради ову цркву у близини фрањевачког манастира и велике Онофријеве чесме. Нова црква је посвећена празнику Спасова (Узашашћа), па се на тај празник одржавала и процесија.
Радови на изградњи су поверени корчуланском мајстору Петру Андријићу, који је подигао цркву у ренесансном стилу. Свети Спас се сматра првом стилски комплетном ренесансном грађевином у Дубровнику, будући да до тада углавном преовлађује готички стил у архитектури Дубровника. Црква има тзв. тролисну фасаду, односно забат у облику тролиста, карактеристичан за ренесансне цркве на источној јадранској обали.
Када је нови, много јачи земљотрес 6. априла 1667. погодио град, црква светог Спаса безмало да није претрпела никакву штету. Данас се у њој одржавају концерти класичне музике и ликовне изложбе.